# Flétna
Flétna je dechový hudební nástroj.

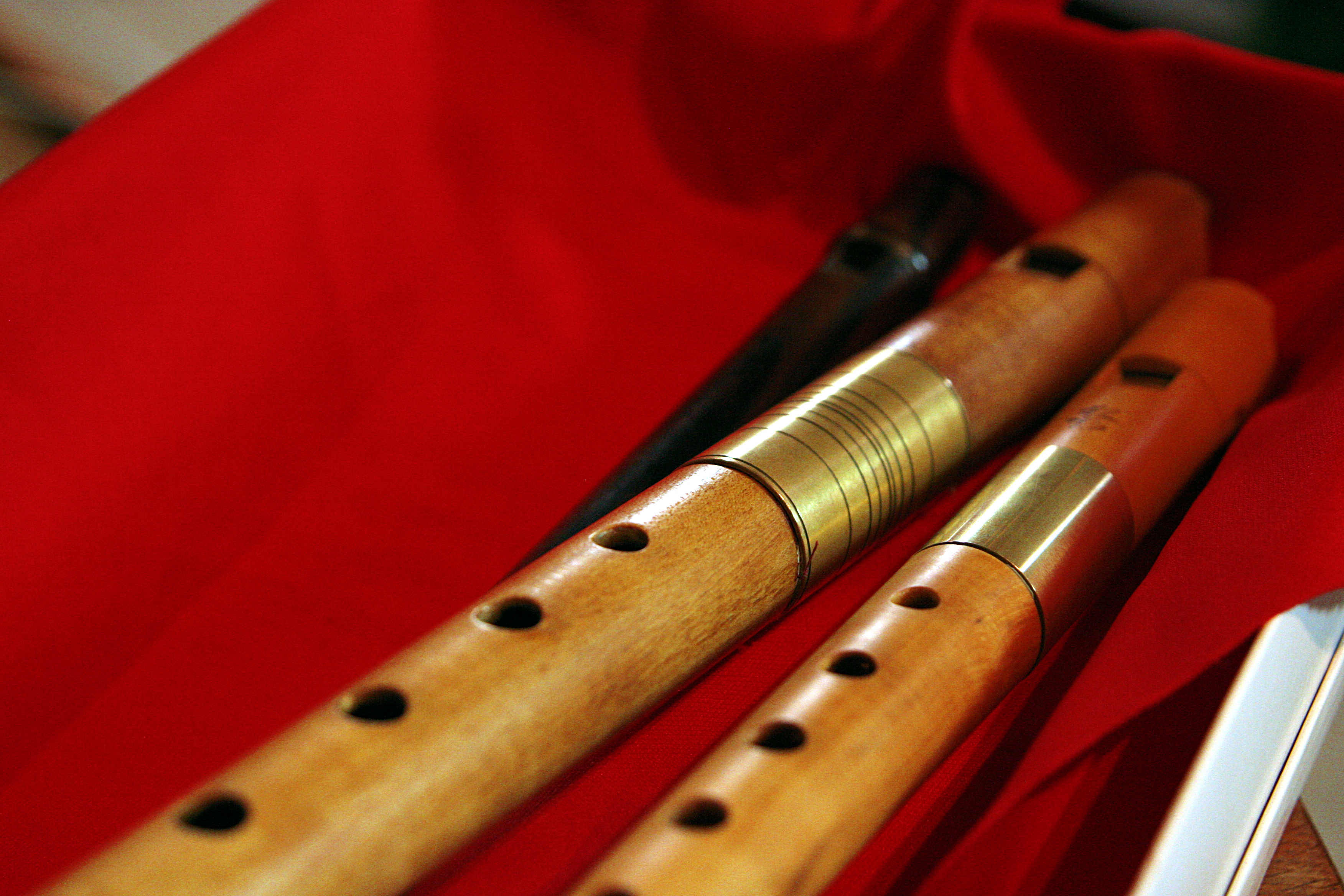
Barokní flétny

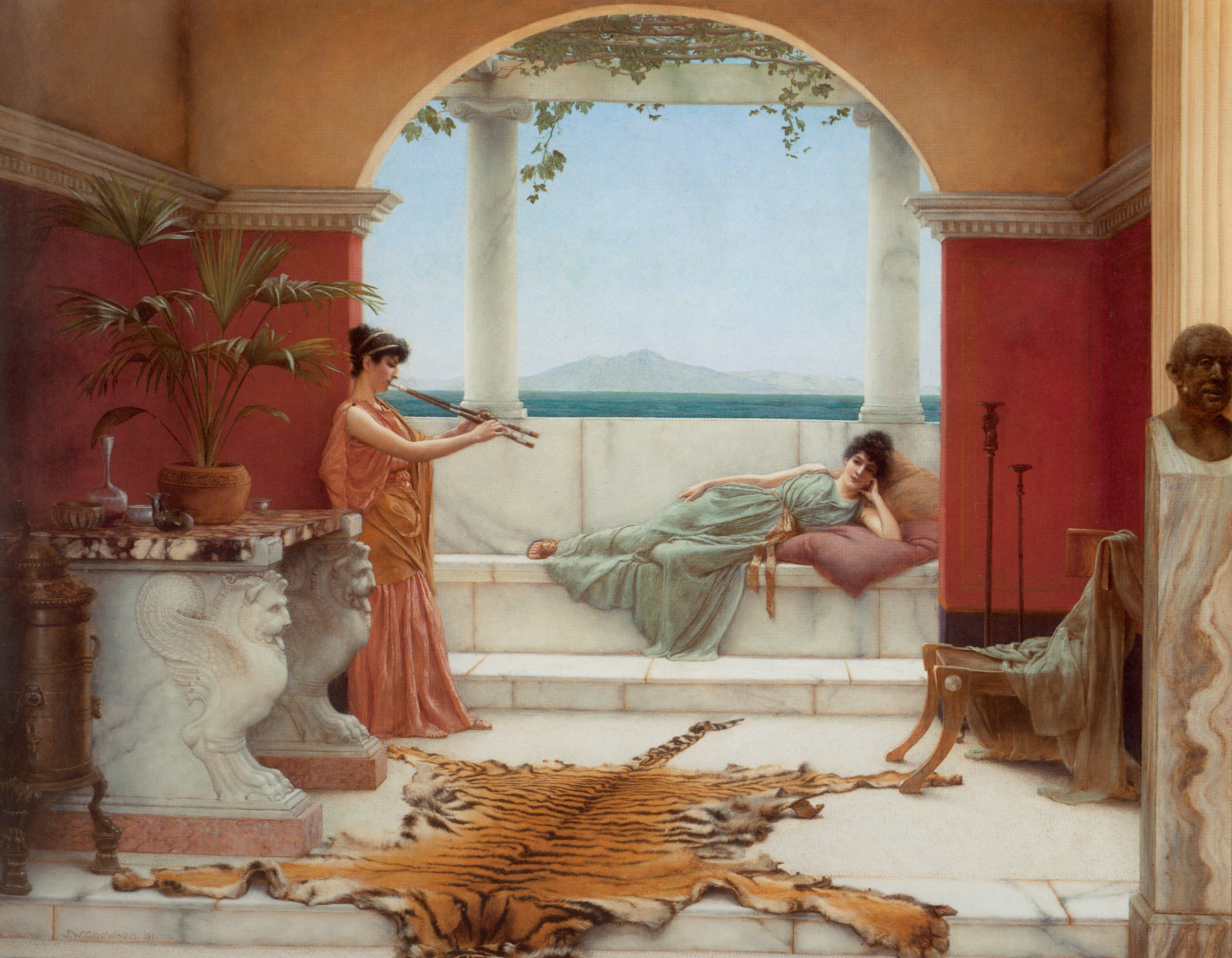
John William Godward: Sladká siesta letního dne, 1891

Historicky se flétna pravděpodobně vyvinula z píšťaly a patří tak k nejstarším hudebním nástrojům. Flétna byla velmi populární ve starověku, kde její vynález byl často spojován s významnými bohy (např. v Egyptě Usirem). Již v antice se flétny rozdělily podle tóniny na značné množství typů. Po pádu římské říše ztratila flétna svůj význam a byla do 16. století prakticky nepoužívána.

## Flétna v umění
Flétna resp. hráči na flétnu jsou poměrně častým motivem starověkých maleb. V moderní době je známa především opera Kouzelná flétna od Wolfganga Amadea Mozarta.